# Ґриґоре Каллімакі
Ґриґоре Каллімакі (рум. Grigore Callimachi, *1735 — †9 вересня 1769) — господар Молдовського князівства, правив в 1761-1764 і 1767-1769 роках.

## Правління
Господар-фанаріот, син Йоана Теодора Каллімакі. Брат — Александру Каллімакі (1737-1821).
У червні 1761 року Ґриґоре Каллімакі зайняв молдавський трон, змістивши свого батька.
У зовнішній політиці Ґриґоре Каллімакі симпатизував Франції. Фанаріоти в Стамбулі стали інтригувати проти нього і в березні 1764 року домоглися його відставки.
Вдруге Ґриґоре Каллімакі отримав престол у 1767 році.
Знизив деякі податі. Підтримував діяльність вчених.
За його дорученням був написаний «Кодекс звичаїв Молдовського двору».
Був запідозрений у зв'язках з росіянами, відправлений до Константинополя і 9 вересня 1769 року йому відрубали голову та виставили її на публічний огляд. 
Його дочка була матір'ю двох братів — Ґриґоре та Александру, князів Кантакузіно.